# Condado de Dickson
El condado de Dickson (en inglés: Dickson County, Tennessee), fundado en 1803, es uno de los 95 condados del estado estadounidense de Tennessee. En el año 2000 tenía una población de 43.156 habitantes con una densidad poblacional de 34 personas por km². La sede del condado es Charlotte.

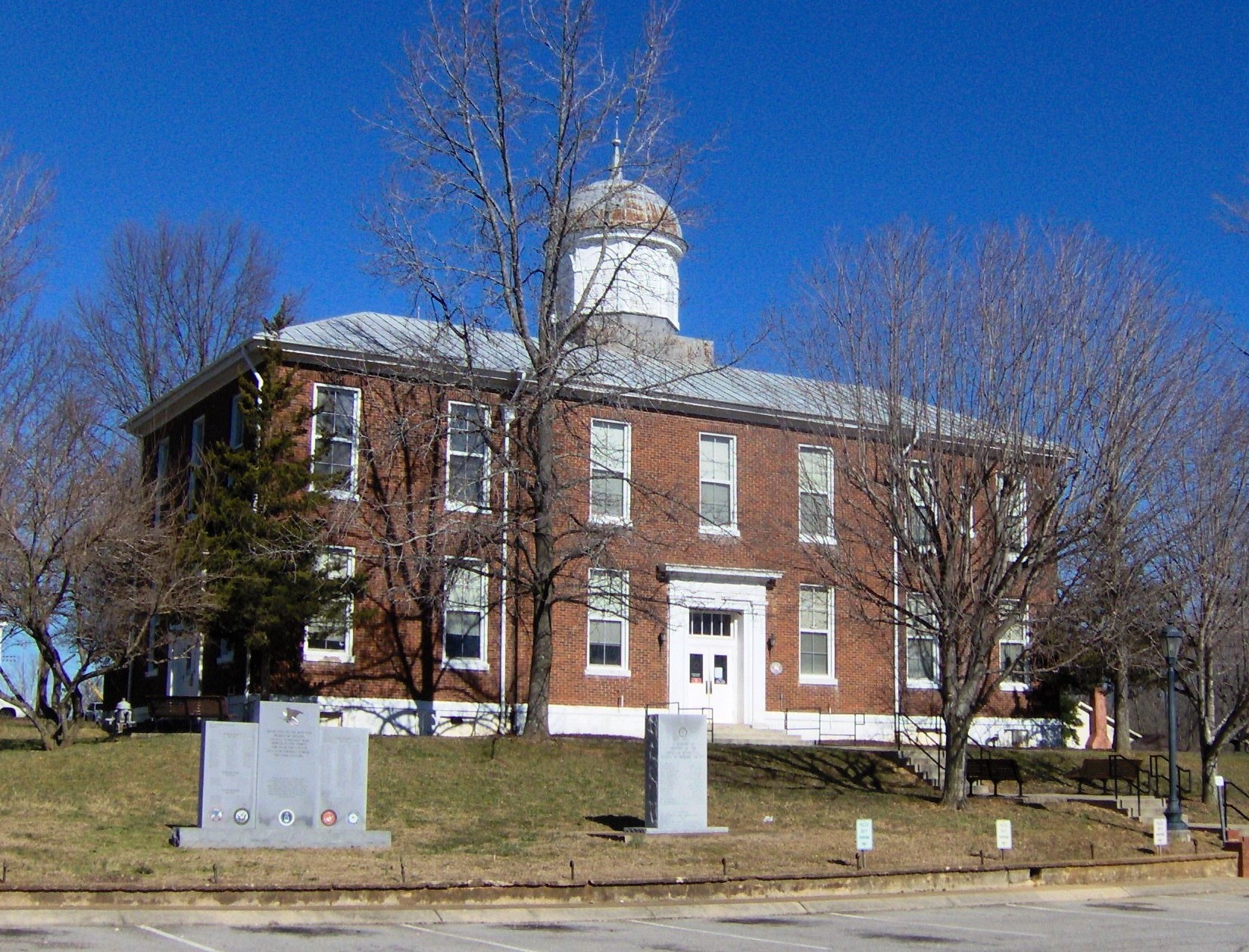
Corte del Condado de Charlotte, Dickson

## Geografía
Según la Oficina del Censo, el condado tiene un área total de 1272 km² (491,1 mi²), de la cual 1269 km² (490 mi²) es tierra y 4 km² (1,5 mi²) es agua.
El Condado de Dickson, limita al noreste por el río Cumberland. El condado es drenado por el Harpeth río.

### Condados adyacentes
- Condado de Montgomery norte
- Condado de Cheatham este
- Condado de Williamson sureste
- Condado de Hickman sur
- Condado de Humphreys suroeste
- Condado de Houston noroeste

## Demografía
En el 2000 la renta per cápita promedia del condado era de $39,056, y el ingreso promedio para una familia era de $45 575. El ingreso per cápita para el condado era de $18 043. En 2000 los hombres tenían un ingreso per cápita de $32 252 contra $23 686 para las mujeres. Alrededor del 10,20% de la población estaba bajo el umbral de pobreza nacional.
En 2005 el condado tenía una población que fue 92,0% blancos no hispanos, 4.4% afroamericanos y el 1,7% latinos.

## Lugares

### Ciudades y pueblos
- Burns
- Charlotte
- Dickson
- Slayden
- Vanleer
- White Bluff
- Tennessee City